# Creed Bratton
Creed Bratton, nato William Charles Schneider (Los Angeles, 8 febbraio 1943), è un attore e musicista statunitense.
È un ex membro della band The Grass Roots ed è noto per aver interpretato il personaggio omonimo nella sitcom della NBC The Office.

## Vita privata
Bratton è nato William Charles Schneider a Los Angeles, ed è cresciuto a Coarsegold, in California, una cittadina vicino al Parco Nazionale di Yosemite. Suo padre morì quando aveva due anni dopo che un aereo su cui stava lavorando esplose mentre era di stanza alle Hawaii. I suoi nonni, la madre e il padre erano musicisti, e anche lui dimostrò una passione per la musica già in tenera età. A 13 anni ordinò la sua prima chitarra da un catalogo per corrispondenza della Sears. È diventato musicista professionista durante gli anni del liceo e del college.

## Carriera musicale

### Primi anni
Si guadagnò da vivere come musicista itinerante viaggiando in Europa, Africa e Medio Oriente. Proprio durante questo viaggio cambiò il suo nome in Creed Bratton. Si esibì come chitarrista in un grande festival folk in Israele, apparendo con il suo gruppo The Young Californians. Il collega e chitarrista americano Warren Entner assisté all'esibizione di Bratton e rimase piacevolmente colpito. Nel 1966, reclutando anche altri membri, formarono una band chiamata "the 13th floor". Bratton suonava la chitarra e faceva da solista, Rick Coonce suonava la batteria, Entner suonava la chitarra ritmica e Kenny Fukomoto suonava il basso. I giovani californiani registrarono una demo e la inviarono a Dunhill, una nuova casa discografica guidata da Lou Adler.

### The Grass Roots
I produttori e cantautori PF Sloan e Steve Barri ascoltarono la demo e rimasero entusiasti. The 13th Floor rimpiazzarono il precedente bassista con Rob Grill, e cambiarono il proprio nome The Grass Roots. Il gruppo scalò rapidamente le classifiche fino ad arrivare all'interno della top ten con la canzone "Let's Live for Today " nel 1967. Il gruppo continuò ad avere successo e si esibì per tutti gli Stati Uniti. Canzoni iconiche come "Midnight Confessions" hanno rafforzato la posizione del gruppo all'interno della scena musicale rock.
The Grass Roots scrivevano in parte le proprie canzoni e in parte si appoggiavano ad autori esterni, inoltre per le composizioni più importanti le musiche venivano registrate da musicisti appartenenti ad uno studio di Los Angeles noti come The Wrecking Crew. Bratton ha co-scritto le canzoni "Beatin 'Round the Bush", "No Exit" e "Hot Bright Lights", e ha composto da sé "Dinner for Eight" e "House of Stone". Ha cantato come voce principale in "This Precious Time" e "Dinner for Eight". Bratton ha suonato con il gruppo nei suoi album Let's Live for Today, Feelings, Golden Grass  e Lovin 'Things . Golden Grass  in particolare ha ottenuto molto successo ed è riuscito a vincere un disco d'oro. Bratton ha preso parte alla composizione di dieci singoli del gruppo, ed uno in particolare, "Midnight Confessions", ha ottenuto un disco d'oro.
I The Grass Roots suonarono al Fantasy Fair e al Magic Mountain Music Festival domenica 11 giugno 1967 durante la "Summer of Love " mentre la loro hit "Let's Live for Today" era stabilmente nella top ten radiofonica. . Domenica 27 ottobre 1968, il gruppo suonò al Pop Festival di San Francisco e successivamente al Los Angeles Pop Festival e al Miami Pop Festival nel dicembre dello stesso anno, mentre  "Midnight Confessions" entra nella top ten radiofonica.
Nell'aprile del 1969, Bratton ebbe un diverbio con Dunhill in seguito al rifiuto di questo nel consentire alla band di scrivere le proprie canzoni e suonare durante le registrazioni. Dopo un'apparizione disastrosa al Fillmore West nell'aprile del 1969, a Bratton fu chiesto di lasciare la band.

### Anni da solista
Nel 2001 e nel 2002, Bratton pubblicò tre album che mostravano le sue registrazioni da solista degli anni '60 con l'assistenza di Peter White. Nel 2008, ha pubblicato un altro album di inediti assieme al produttore Jon Tiven . Nel 2010 pubblica insieme al produttore Dave Way, un ulteriore album di inediti. Nel 2011, Bratton pubblica una raccolta dei grandi successi dai suoi primi tre album da solista intitolata "Demo". Nel 2010 e 2012, Bratton si esibisce dal vivo al festival SXSW. Nel 2013, Bratton ha pubblicato un'opera originale in tre atti, con lo scopo di pubblicare un audio-biografia, intitolata "Tell Me About It". Le canzoni variavano da quelle scritte di recente a pezzi che aveva scritto decenni fa. Bratton afferma di ascoltare molta musica jazz e classica.
Il 18 gennaio 2014, Bratton si unisce al suo amico Zachary Scot Johnson per un duetto per il 500º giorno consecutivo del progetto the "songadayproject" su YouTube. Il video è stato registrato a casa di Bratton e ha ricevuto oltre 300.000 visualizzazioni.

## Carriera da attore
Bratton ha iniziato a recitare nel 1979. È apparso in film come Mask e Heart Like a Wheel. Ha fatto parte del cast della serie NBC, vincitrice di premi Emmy e SAG, The Office.
Nel 2008, è apparso in un cortometraggio con Kyle Gass intitolato Just One Of The Gynos, che ha vinto un premio per il miglior cortometraggio al Malibu International Film Festival del 2008. Nel 2009 è apparso nel film Labor Pains. I suoi recenti progetti cinematografici sono The Ghastly Love of Johnny X, scritto, prodotto e diretto da Paul Bunnell; I Am Ben, scritto, prodotto e diretto da Mathew Brady e Gaelan Connell; e Terri prodotto da David Guy Levy. Terri è stato selezionato dal Sundance Film Festival 2011 per comparire nella categoria dei film drammatici della competizione americana. Solo 16 film tra 1102 sono riusciti in questo intento. Nel 2012, è apparso come guest star speciale in Staged con Brandon Olive, con cui aveva già collaborato in Just One Of The Gynos. Nel 2013, ha recitato in Saving Lincoln, una biografia ambientata nel periodo della guerra civile.

## Filmografia

### Cinema
- Dietro la maschera (Mask), regia di Peter Bogdanovich (1985)

### Televisione
- Una decisione difficile (A Fighting Choice), regia di Ferdinand Fairfax – film TV (1986)
- The Office – serie TV (2005-2013)
- Grace and Frankie – serie TV, 1 episodio (2015)
- Into the Dark – serie TV, 1 episodio (2018)
- Upload – serie TV, 1 episodio (2020)

## Doppiatori italiani
- Massimo Corvo in Dietro la maschera
- Silvio Anselmo in The Office